# Serhij Koniuszenko
Serhij Wiktorowycz Koniuszenko, ukr. Сергій Вікторович Конюшенко, (ur. 9 lipca 1971 w Kijowie) – ukraiński piłkarz, grający na pozycji obrońcy, trener piłkarski.

## Kariera piłkarska

### Kariera klubowa
Wychowanek Szkoły Piłkarskiej w Kijowie. Latem 1993 rozpoczął karierę piłkarską w klubie Nywa-Kosmos Mironówka. W lipcu 1996 rozegrał jedno spotkanie w barwach Polihraftechniki Oleksandria, a już w sierpniu 1996 został piłkarzem Obołoni Kijów. W składzie kijowskiego klubu występował przez 10 lat do zakończenia kariery piłkarskiej w 2006 roku.

## Kariera trenerska
Po zakończeniu kariery zawodniczej rozpoczął pracę trenerską. Najpierw pomagał trenować rodzimy klub Obołoń Kijów. Od listopada 2011 roku pełnił funkcje głównego trenera Obołoni Kijów.

## Sukcesy i odznaczenia

### Sukcesy klubowe
- brązowy medalista Pierwszej Lihi Ukrainy: 2002